# Tanzam Highway
Танзамское шоссе (англ. Tanzam Highway) — дорога между столицей Замбии Лусакой и крупнейшим городом Танзании Дар-эс-Салам. Она является главным связующим звеном между Восточной и Южной Африкой.

## История

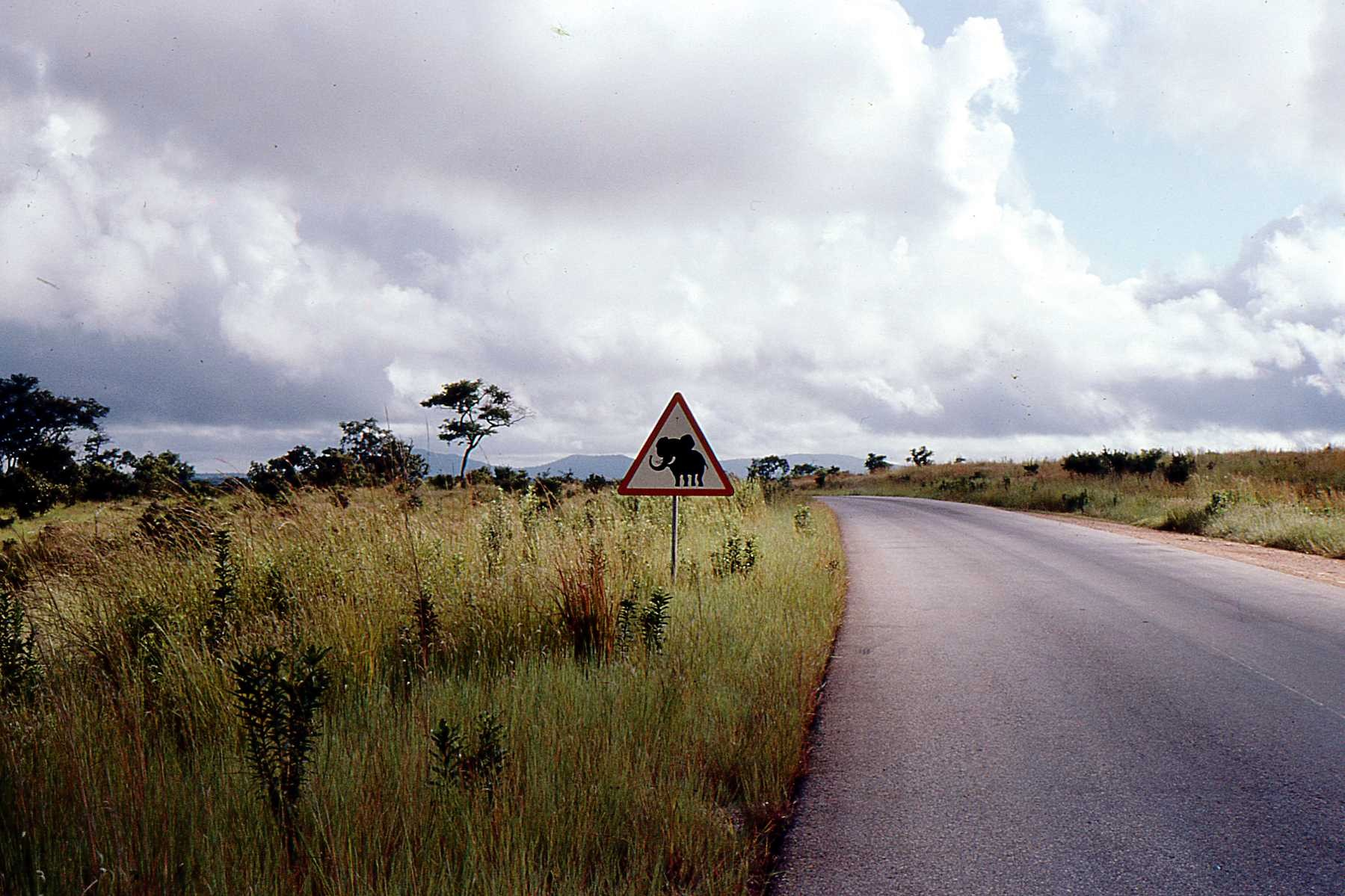
Танзамское шоссе в национальном парке Микуми

Магистраль была построена с 1968 по 1973 год в несколько этапов и стремилась обеспечить доступ к морскому порту для Замбии, не завися от Южной Африки, и расширить транспортные возможности для Замбии, Малави и тогдашнего Заира (ныне Демократическая Республика Конго).
Протяжённость шоссе составляет около 2400 км и имеет асфальтовое покрытие. Дорога проходит преимущественно через очень горную местность на высоте более 2000 м. Она начинается в Дар-эс-Саламе, крупнейшем городе Танзании, и следует через регионы Пвани, Морогоро, Иринга, Нджомбе, Мбея и Сонгеа. Шоссе также пересекает национальном парке Микуми между Морогоро и Ирингом. Весь замбийский отрезок маршрута называется Great North Road и обозначается T2; в Танзании он имеет маркировку T1.
В окрестностях Иринги шоссе проходит мимо места битвы при Лугало, где установлен памятник в честь поражения германских колониальных войск от Хехе 17 августа 1891 года.
В Замбии Большое шоссе пересекает районы Капири-Мпоши и Наконде, расстояние между которыми составляет примерно 832 км.
В Танзании шоссе соединяется с четырьмя основными маршрутами:
- в Шалинге с главной дорогой в Тангу и Килиманджаро, Арушу и Найроби
- в Морогоро с дорогой в Додому (столицей Танзании) на западе, затем в Сингиду, Лагеря, Мванзу, Шиньянгу, Бариаду, Гейты, Мванзу, Мусому, Букобу и Кигому.
- в Макамбако есть дорога к Сонгеа, ведущая к Мтвару
- Уйоле/Мбея находится на дороге в Малави через Тукую, Рунгве и Касумулу, Киела.

Западнее Макамбако шоссе часто пролегает вдоль железной дороги TAZARA.

## Значимость
Во время эпохи апартеида в ЮАР и гражданских войн в Анголе и Мозамбике эта магистраль вместе с железной дорогой TAZARA обеспечивала единственный безопасный доступ Замбии к морскому порту (Дар-эс-Салам), что было необходимым условием для выживания замбийской экономики.